# Università degli Studi dell'Aquila
L'Università degli Studi dell'Aquila (in acronimo UnivAq) è un'università statale italiana, la più antica in Abruzzo e con le origini tra le più antiche in Europa, essendo stata fondata nel 1596, dopo aver ricevuto licenza da Ferrante d'Aragona nel 1458.

## Storia

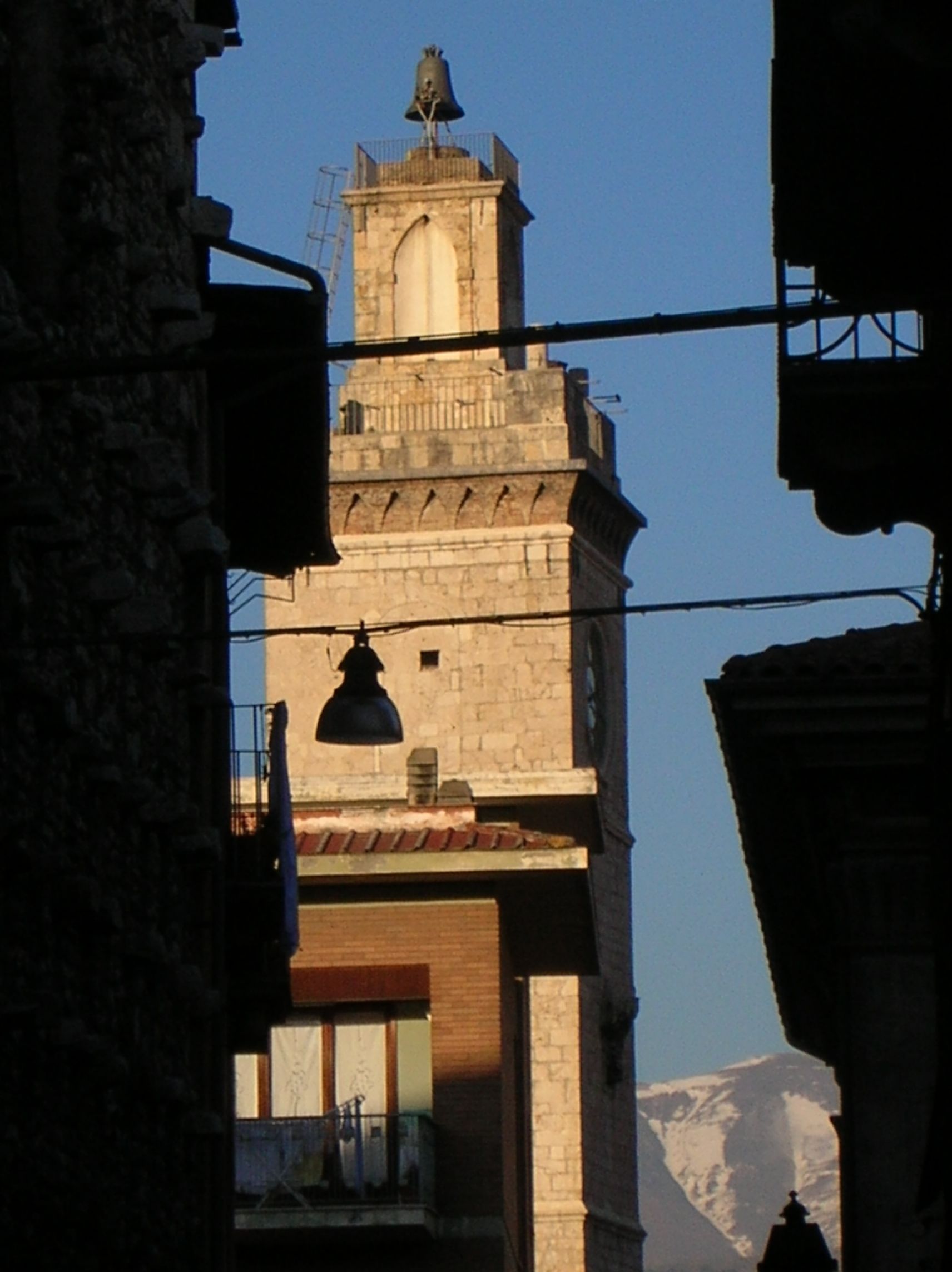
Scorcio del centro storico dell'Aquila: torre dell'orologio del palazzo Margherita

### Origini
L'11 ottobre 1458 e poi il 9 maggio 1464, all'indomani della pacificazione o resa al sovrano, dopo l'appoggio dato dagli aquilani agli ultimi angioini, la città dell'Aquila chiese a re Ferdinando d'Aragona la licenza di aprire uno Studium conforme a quelli esistenti in Bologna, Siena e Perugia. Il re concesse quanto richiesto, ma non risulta, mancando la prova documentale, che il Comune istituisse lo Studio. Sia prima che dopo tale richiesta, è documentato, invece, come taluni aquilani (ad esempio Giovanni da Capestrano e Berardino di Ludovico, dottorato nel 1474) studiarono diritto civile e canonico nello studio di Perugia.
Negli ultimi anni del Cinquecento, i Gesuiti, nel loro collegio, dal 1596, impartirono l'istruzione superiore. L'Aquilanum Collegium, dopo l'espulsione dei Gesuiti dal regno delle Due Sicilie, decretata nel 1767, diventò Collegio Reale nel quale alle cattedre di teologia, filosofia e storia, matematica, belle lettere e lingua greca si aggiunsero, nel 1785, alcuni insegnamenti scientifici come chimica, anatomia e medicina teorica e pratica, e nel 1792 quelli di chirurgia ed ostetricia. Ma, con decreto del 30 maggio 1807, Giuseppe Bonaparte, riorganizzando i Collegi Reali, soppresse quello aquilano e ne aprì uno nel monastero di Santo Spirito del Morrone, vicino a Sulmona.

### Reale liceo

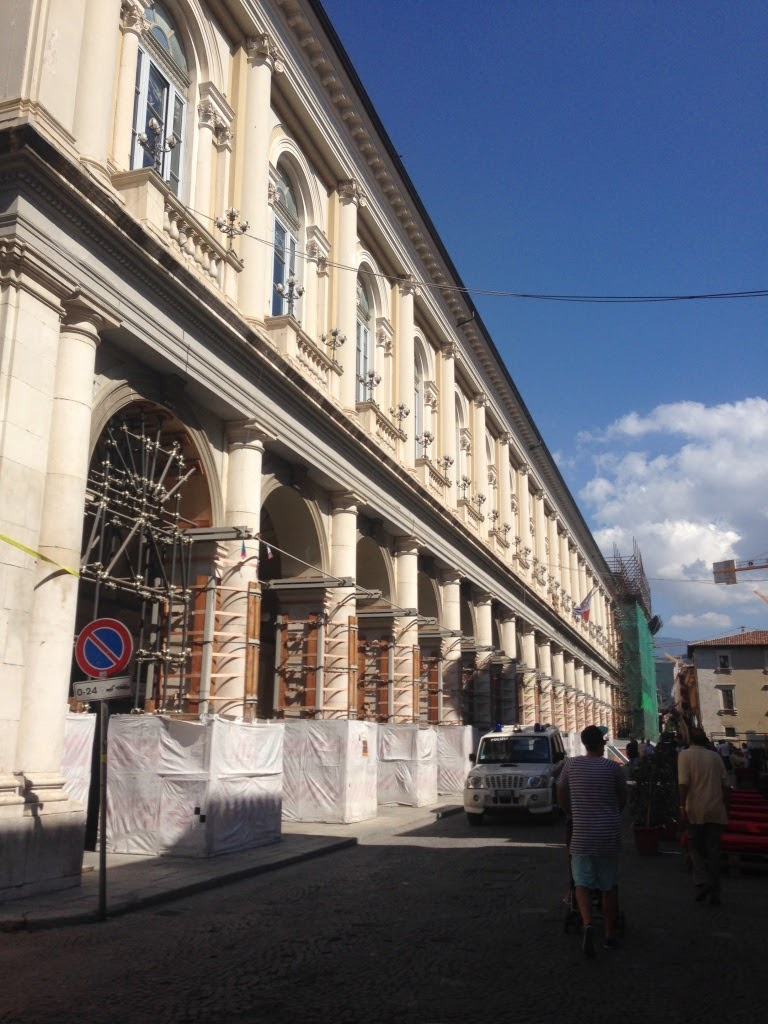
Prospetto dell'ex convento di San Francesco,
oggi Palazzo del Convitto nazionale e delle Corporazioni, lato su Corso Vittorio Emanuele II

Trascorsero appena sette anni e il 21 agosto 1814 si inaugurò all'Aquila una scuola superiore per tutti gli Abruzzi con annessi insegnamenti universitari di medicina istituita da Gioacchino Murat. Subito dopo la restaurazione, con decreto del 14 gennaio 1817, re Ferdinando stabilì che all'Aquila – similmente a Bari, Catanzaro e Salerno – si aprisse un Reale liceo nel quale si impartissero gli insegnamenti di diritto, anatomia e fisiologia, chirurgia ed ostetricia, chimica e farmacia, medicina legale e scienze varie.
Con decreto del 3 dicembre 1874, gli studenti sostennero l'idoneità all'esercizio della farmacia, della cosiddetta "bassa chirurgia" e della agrimensura nel Reale liceo aquilano mentre conseguirono la laurea presso l'Università di Napoli, da cui dipendevano i licei. A causa di tale disposizione si ridusse in modo considerevole il numero degli studenti della scuola aquilana che nel 1861 fu trasformata in Scuola universitaria di farmacia, notariato e chirurgia minore.
Le scuole universitarie, per ragioni economiche, cessarono di esistere con regio decreto del 30 settembre 1923.

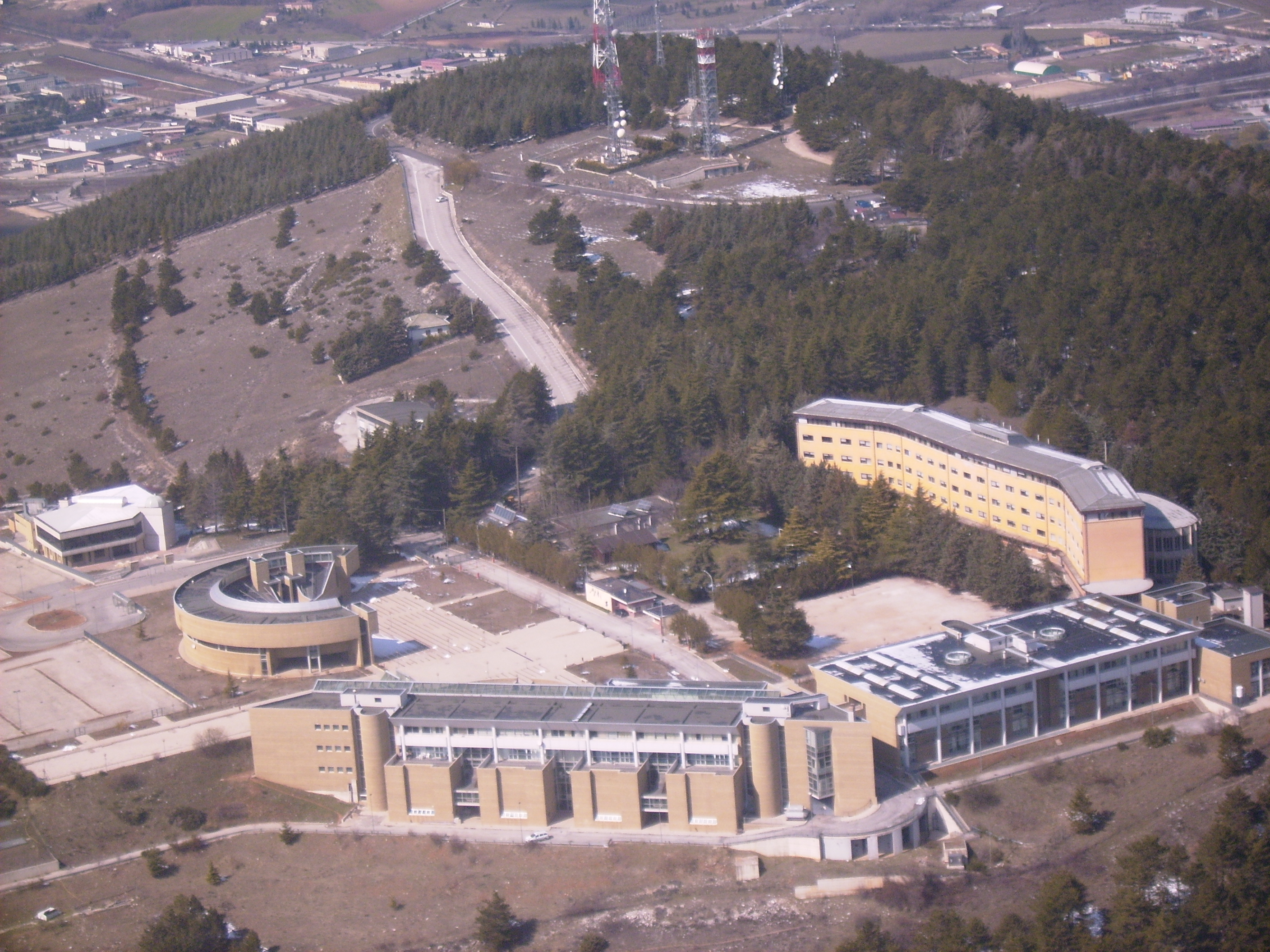
Il complesso della facoltà di ingegneria sul Monte Luco (Poggio di Roio)

### Rinascita
Nell'estate 1949, su iniziativa di Vincenzo Rivera si avviarono dei corsi universitari estivi ai quali parteciparono principalmente studenti abruzzesi iscritti all'Università di Roma. Il successo di tali corsi pose le basi per la fondazione di una libera università dell'Aquila, sostenuta da enti locali e vari. Il 15 dicembre 1952 si inaugurano i corsi dell'Istituto universitario di magistero e la creazione dell'Istituto superiore di medicina promossa da Paride Stefanini.
Con decreto del Presidente della Repubblica del 18 agosto 1964 venne istituita la libera Università degli Studi dell'Aquila, costituita dalle facoltà di magistero, medicina e chirurgia, ingegneria e scienze matematiche, fisiche e naturali.
A decorrere dell'anno accademico 1982-83 l'università divenne statale. Alle facoltà originarie nel 1991 si aggiunse quella di economia e nel 1993 quella di magistero divenne Facoltà di lettere e filosofia. Nel corso degli anni successivi furono via via integrate nuove facoltà: scienze della formazione nel 1996; scienze motorie nel 1999; psicologia e biotecnologie ambedue nel 2005.

### Terremoto del 2009

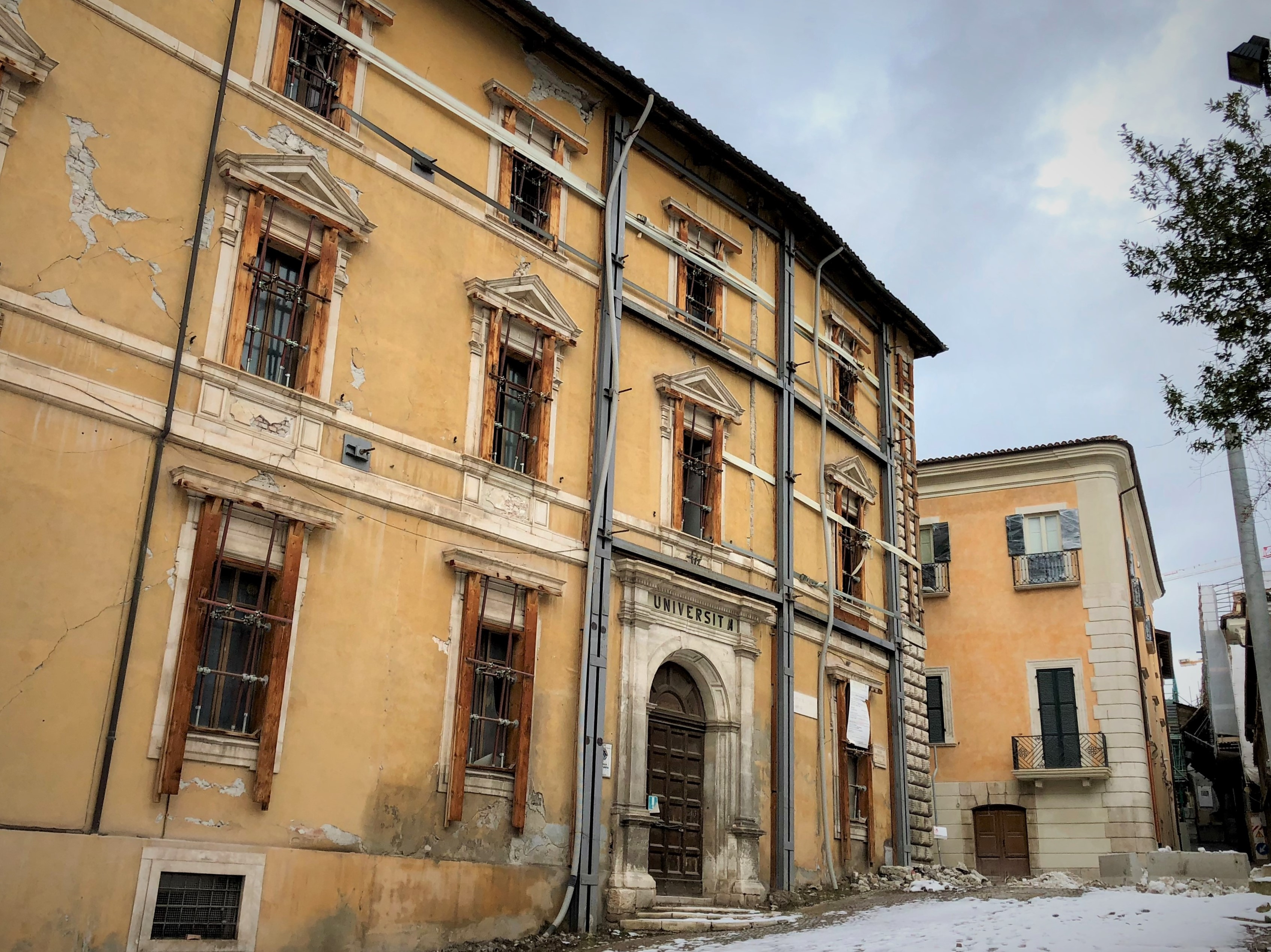
La sede storica del Rettorato, in palazzo Carli, danneggiata dal terremoto

Il 6 aprile 2009, a causa del terremoto che coinvolse l'Abruzzo ed in particolare il suo capoluogo, le strutture universitarie della città dell'Aquila furono seriamente danneggiate. Gli edifici delle Facoltà di lettere e filosofia subirono crolli; parimenti il rettorato. Ingenti danni si registrarono anche nella nuova sede della facoltà di ingegneria a Monteluco di Roio, mentre altre facoltà, tra le quali scienze matematiche, fisiche e naturali, furono meno colpite.
La didattica dell'anno accademico 2008/09 fu portata a termine ricorrendo a strutture d'emergenza o, in alcuni casi, a sedi fuori città. Per l'anno accademico 2009/10 l'Università recuperò gran parte del polo di Coppito, prese in affitto l'ex sede della Scuola superiore Guglielmo Reiss Romoli e altre strutture nelle zone industriali di Bazzano e Pile. Per favorire la rinascita dell'Ateneo il MIUR firmò un protocollo d'intesa con l'Ateneo della durata di tre anni, che ha stabilizzato il fondo di finanziamento ordinario e abolì, fino alla prima rata dell'anno accademico 2014/15, il pagamento delle tasse universitarie. Mediante tali misure e l'ateneo pervenne a mantenere pressoché invariato il proprio numero di iscritti: circa 25 000 studenti, ante sisma, nell'anno accademico 2008/09 e 24 807 subito dopo l'evento sismico.

## Struttura
L'Ateneo è organizzato nei seguenti dipartimenti:
- Ingegneria civile, edile-architettura e ambientale – sede a Monteluco di Roio, presso l'ex colonia montana IX Maggio.
- Ingegneria industriale e dell'informazione e di economia – sede in via G. Gronchi, presso Campo di Pile
- Ingegneria e scienze dell'informazione e matematica – via Vetoio, presso il polo scientifico e medico di Coppito
- Medicina clinica, sanità pubblica, scienze della vita e dell'ambiente – via Vetoio, presso il polo scientifico e medico di Coppito
- Scienze fisiche e chimiche – via Vetoio, presso il polo scientifico e medico di Coppito
- Scienze cliniche applicate e biotecnologie – via Vetoio, presso il polo scientifico e medico di Coppito
- Scienze umane – prima del 2009 era smistata in vari palazzi del centro, tra cui Palazzo Carli. Ora è in un nuovo edificio posto davanti all'ex ospedale San Salvatore, in viale Nizza.

Il Rettorato era ospitato prima del sisma del 2009 in Palazzo Carli, lungo via Roma, nel quarto San Pietro. Successivamente è stato ospitato in un MAP provvisorio, e dal 2017 nuovamente nel centro storico, in Palazzo Camponeschi, accanto alla chiesa del Gesù.

### Giardino e orto botanico
Per le proprie attività didattiche e di ricerca, l'università ha a disposizione il giardino botanico alpino di Campo Imperatore e l'orto botanico di Collemaggio.

### Collaborazioni
L'attività scientifica e didattica del Dipartimento di fisica dell'Università si interfaccia coi laboratori nazionali del Gran Sasso dell'Istituto nazionale di fisica nucleare, dove si svolgono ricerche di astrofisica, cosmologia, fisica nucleare e geofisica.
In passato l'università collaborò con la Scuola Superiore Guglielmo Reiss Romoli.

## Rettori e Rettrice
- Vincenzo Rivera (1964-1967)
- Ernesto Pontieri (1967-1972)
- Giuliano Sorani (1972-1981)
- Giovanni Schippa (1981-1995)
- Luigi Bignardi (1995-2004)
- Ferdinando Di Orio (2004-2013)
- Paola Inverardi (2013-2019)
- Edoardo Alesse (2019-2025)
- Fabio Graziosi (dal 2025)[6]